# Ghoulies (película)
Ghoulies es una película de terror estadounidense, producida por Charles Band y dirigida por Luca Bercovici. Producida en 1984, se estrenó en Estados Unidos el 2 de marzo de 1985 y posteriormente se convirtió en un éxito en el mercado del vídeo. Es la primera entrega de una serie de películas de terror de bajo presupuesto, las otras entregas son Ghoulies II (1988), Ghoulies III: Ghoulies Go to College (1991) y Ghoulies IV (1994).

## Argumento
Jonathan Graves (Peter Liapis) hereda la mansión familiar tras la muerte de su padre, Malcolm. Jonathan y su novia, Rebecca (Lisa Pelikan), encuentran en la mansión al encargado de su cuidado, Wolfgang (Jack Nance). El joven descubre materiales que su padre empleaba para convocar fuerzas demoníacas en sus rituales satánicos y comienza a sentirse poseído. En la fiesta de inauguración de su nueva casa, Jonathan decide inspirarse en una serie de rituales satánicos para dar una sorpresa a los invitados. Unas pequeñas y malévolas criaturas llamadas ghoulies son convocadas, su pretensión es sacrificar a los presentes para abrir las puertas del infierno.

## Producción
Originalmente tenía el título "Beasties" e iba a ser dirigida por el productor Charles Band. El artista de efectos especiales Stan Winston iba a diseñar las criaturas después de colaborar con Band en "Parasite". No es un intento de aprovechar el éxito de Gremlins, ya que el proyecto es anterior al estreno de la película de Joe Dante. La película terminó siendo producida en 1984, con Luca Bercovici como director y con efectos especiales de John Carl Buechler y su compañía Mechanical and Makeup Imageries Inc. Buechler diseñó los ghoulies y creó los efectos especiales de maquillaje, posteriormente dirigió la tercera entrega de Ghoulies y una de las secuelas de Viernes 13. El oscarizado Howard Berger, otro experto en efectos especiales de larga carrera, fue uno de los operadores de los ghoulies.

## Estreno
Empire Pictures estrenó la película en cines en Estados Unidos el 2 de marzo de 1985. Posteriormente obtuvo un sorpresivo éxito en el emergente mercado del vídeo doméstico, recaudando una cifra muy superior a su modesto  presupuesto de un millón de dólares.

## Reparto
| Actor              | Personaje       |
| ------------------ | --------------- |
| Peter Liapis       | Jonathan Graves |
| Lisa Pelikan       | Rebecca         |
| Michael Des Barres | Malcolm Graves  |
| Jack Nance         | Wolfgang        |
| Peter Risch        | Grizzel         |
| Tamara De Treaux   | Greedigut       |
| Scott Thomson      | Mike            |
| Ralph Seymour      | Mark            |
| Mariska Hargitay   | Donna           |
| Keith Joe Dick     | Dick            |
| David Dayan        | Eddie           |
| Victoria Catlin    | Anastasia       |
| Charene Cathleen   | Robin           |
| Bobbie Bresee      | Temptress       |
| Jamie Bronow       | Jamie Bronow    |
| Brian Connolly     |                 |
| Annie Stocking     |                 |
| Craig Talmy        |                 |